# Lothar Berger
Lothar Berger (31 de diciembre de 1900 - 5 de noviembre de 1971) fue un general alemán (Generalmajor) en la Wehrmacht durante la II Guerra Mundial que comandó la 75.ª División de Infantería. Fue condecorado con la Cruz de Caballero de la Cruz de Hierro con Hojas de Roble. Berger inicialmente se rindió ante las fuerzas soviéticas en mayo de 1945, pero fue transferido a cautiverio británico y fue liberado en 1946.

## Condecoraciones
- Cruz de Hierro (1914) 2ª Clase (28 de julio de 1918) & 1ª Clase (24 de septiembre de 1920)[1]
- Broche de la Cruz de Hierro (1939) 2ª Clase (30 de septiembre de 1939) & 1ª Clase (2 de octubre de 1939)[1]
- Cruz de Caballero de la Cruz de Hierro con Hojas de Roble
  - Cruz de Caballero el 5 de agosto de 1940 como Mayor y comandante del III. Infanterie-Regiment 84[2]
  - 806ª Hojas de Roble el 28 de marzo de 1945 como Oberst y comandante de la Brigade z.b.V.100 / XXXX.Panzer-Korps[3]